# Боз (Узбекистан)
Боз (узб. Бўз, Bo’z; ранее Хуршид-Бек) — посёлок городского типа в Андижанской области республики Узбекистан.
Население — 15450 человек (2022).